# Delano, Kalifornien
Delano är en stad (city) i Kern County, i delstaten Kalifornien, USA. Enligt United States Census Bureau har staden en folkmängd på 53 819 invånare (2011) och en landarea på 37 km².
I de västra delarna av staden ligger de delstatliga fängelserna Kern Valley State Prison och North Kern State Prison.